# Michael Harner
Michael Harner (Washington, 27 aprile 1929 – 3 febbraio 2018) è stato un antropologo statunitense, fondatore della Foundation for Shamanic Studies, lo studioso che ha sviluppato la metodologia del core shamanism (sciamanismo transculturale).
Nel loro libro, Higher Wisdom, Walsh e Grob scrivono, "Michael Harner è ampiamente considerato la massima autorità a livello mondiale nel campo dello sciamanismo e ha avuto un'influenza enorme sia sul mondo accademico che sul pubblico generale. Ciò che Yogananda ha fatto per l'Induismo e D. T. Suzuki ha fatto per lo Zen, Michael Harner lo ha realizzato per lo sciamanismo, portandone le ricche tradizioni alla conoscenza del mondo occidentale.” Harner ha ricevuto un Ph.D. (Dottorato di ricerca) in Antropologia nel 1963 alla University of California a Berkeley, dove ha  insegnato. Successivamente insegna alla Columbia University (New York), alla Yale University e, infine, alla Graduate Faculty della New School for Social Research di New York (oggi, The New School University), dove ha presieduto per un periodo il Dipartimento di Antropologia. Ha co-presieduto la Sezione di Antropologia della New York Academy of Sciences. Nel 1987 Harner ha lasciato l'insegnamento accademico per dedicarsi a tempo pieno allo studio, all'insegnamento e alla salvaguardia dello sciamanismo, come presidente della Foundation for Shamanic Studies. Per questo suo costante impegno, nel 2003 ha ricevuto la Laurea honoris causa dal California Institute of Integral Studies. Nel 2009 sono state organizzate in suo onore due sessioni sullo sciamanismo al convegno annuale della American Anthropological Association, tenutosi a Philadelphia. Nello stesso anno ha ricevuto il 2009 Pioneer in Integrative Medicine Award dell'Institute of Health and Healing.

## Carriera
Seguendo i suoi studi iniziali in archeologia, nel 1948 Harner ha partecipato a degli scavi nel New Mexico e successivamente ha effettuato delle indagini nella regione del Basso Fiume Colorado. Indirizzatosi successivamente verso l'etnologia, nel 1956-57 ha condotto la sua ricerca per il Dottorato tra gli Jìvaro, propriamente chiamati Shuar, dell'Amazzonia ecuadoriana. Questo lavoro ha costituito la base per il suo libro, The Jìvaro, People of the Sacred Waterfalls. Nel 1960-61 ha svolto ulteriori ricerche tra i Conibo della regione del fiume Ucayali nell'Amazzonia peruviana. Nel corso di queste ricerche, venne iniziato alle pratiche sciamaniche indigene mediante un addestramento che includeva l'assunzione dell'ayahuasca, un potente allucinogeno nativo. Questi nuovi interessi sono documentati nel suo articolo del 1968, “The Sound of Rushing Water” e in una collezione di saggi da lui curata, intitolata Hallucinogens and Shamanism (1973). La raccolta include un suo articolo sul ruolo delle piante allucinogene nella stregoneria europea.
Nel campo più strettamente accademico, Harner si è impegnato per anni in studi riguardanti l'evoluzione delle culture umane, concentrandosi in particolare sul ruolo dei fattori ecologici nel processo di crescente complessità delle società agricole – un indirizzo di ricerca conosciuto come la “population pressure theory”. Tra le sue pubblicazioni in questo campo, si possono ricordare l'articolo del 1970, “Population Pressure and the Social Evolution of Agriculturalists” e un articolo del 1977 sulle pratiche del sacrificio umano e del cannibalismo tra gli Aztechi. In questo articolo egli proponeva l'ipotesi che, in quanto praticate su larga scala, tali usanze si potessero spiegare sulla base di fattori ecologici, quali la scarsità di proteine e grassi nella loro dieta. L'ipotesi ha trovato sia sostenitori che oppositori. In un articolo del 1998, Winkelman analizza le diverse posizioni e i temi di questo dibattito, offrendo una serie di argomentazioni a sostegno dell'ipotesi di Harner.

### L'introduzione dello sciamanismo e della guarigione sciamanica in Occidente
Terminato il suo addestramento nello sciamanismo amazzonico e concluse le sue esperienze con l'ayahuasca, Harner cominciò a sperimentare con il tambureggiamento monotono come mezzo per modificare lo stato di coscienza e compiere il viaggio sciamanico, scoprendo in tal modo che le droghe psicoattive non erano indispensabili a questo scopo. Incoraggiato dall'interesse suscitato dalla sua sperimentazione, nei primi anni Settanta, cominciò a insegnare le tecniche sciamaniche a dei piccoli gruppi. Per rispondere alla crescente richiesta di addestramento, nel 1979 fondò il Center for Shamanic Studies con sede a Norwalk nel Connecticut.
Nel 1980, Harner pubblicò il suo testo pionieristico, The Way of the Shaman. A Guide to Power and Healing. Parallelamente all'insegnamento dei metodi sciamanici, approfondiva la sua comprensione di questo fenomeno attraverso la ricerca comparativa, lo studio sul campo e la pratica personale. Attraverso tali indagini, egli giunse a identificare i principi e i metodi universali, o quasi universali, dello sciamanismo, definendo questo insieme di pratiche core shamanism. In quanto universalmente presenti, tali metodi non erano legati ad alcuna tradizione particolare. Potevano quindi essere estrapolati e applicati in contesti culturali diversi, incluso l'ambito occidentale. Come puntualizzato da Townsend, il core shamanism va tenuto distinto da altri approcci contemporanei definiti genericamente come "neo-sciamanismo".
Negli anni successivi sempre più persone, sia negli Stati Uniti che in Europa, cominciarono a partecipare ai corsi di addestramento condotti da Harner. Il suo lavoro, inizialmente criticato da alcuni, cominciò ad essere accettato tra il pubblico generale, specialmente tra gli studenti che avevano sperimentato di persona la validità del suo approccio. Sebbene più tardivo, il riconoscimento del lavoro di Harner da parte del mondo accademico ne ha messo in evidenza la rilevanza non solo per gli studi specialistici sullo sciamanismo, ma anche per l'antropologia e le scienze umane in generale.
Parallelamente al lavoro di insegnamento universitario, Harner portava avanti i suoi studi in campo sciamanico, divenendo sempre più consapevole della necessità di intervenire urgentemente per salvaguardare le tradizioni sciamaniche che stavano scomparendo rapidamente. Per rispondere a queste esigenze, nel 1985 creò la Foundation for Shamanic Studies, un'organizzazione non-profit dedicata a insegnare, studiare e preservare lo sciamanismo in tutto il mondo (qualche anno dopo il Center for Shamanic Studies fu incorporato nella nuova Fondazione). Nel 1987, Harner si ritirò dall'insegnamento accademico per dedicarsi completamente allo sciamanismo e allo sviluppo della Foundation.
Con la creazione della Foundation, Harner fu in grado di sviluppare un programma completo di addestramento nel core shamanism, nominando un corpo insegnante internazionale (international Faculty), che lo affiancasse nell'insegnamento. Per quanto riguarda lo studio dello sciamanismo indigeno, diede impulso alla ricerca sul campo avvalendosi del lavoro di numerosi etnografi e antropologi, impegnati a documentare le pratiche sciamaniche in varie parti del mondo. Istituì inoltre il cosiddetto Urgent Tribal Assistance Program per assistere vari gruppi tribali (inizialmente gli Inuit del Canada, i Sami della Scandinavia e alcuni gruppi nativo americani) nello sforzo di rivitalizzare le loro tradizioni. Parte importante di tale programma divenne il progetto chiamato “Living Treasures of Shamanism,” che ogni anno conferisce la qualifica di “Tesoro Vivente dello Sciamanismo” a uno o più sciamani indigeni che si siano distinti nel loro lavoro, sostenendoli anche con un vitalizio. Queste attività, che si concretizzano attraverso delle visite periodiche e delle ricerche sul lungo periodo, rivestono un'importanza fondamentale per sostenere gli sciamani indigeni nel complesso lavoro di salvaguardia delle loro antiche conoscenze. Particolarmente fecondo è stato il rapporto di collaborazione che, a iniziare dal 1993, la Foundation ha stabilito con gli sciamani della repubblica asiatica di Tuva. Come parte del suo impegno nello studio e nella conservazione dello sciamanismo, la Foundation ha perseguito la collaborazione e l'interscambio con varie istituzioni accademiche dell'Unione Sovietica.
Grazie anche alle donazioni pubbliche e private, la Foundation è stata in grado di portare avanti una varietà di progetti. Tra questi è da menzionare il cosiddetto Shamanism and Health Program, diretto da Sandra Harner, un progetto rivolto a dimostrare, attraverso degli studi sperimentali, gli effetti terapeutici dei metodi sciamanici di guarigione. Un altro progetto importante è la cosiddetta “Mappatura della Realtà Non Ordinaria” (progetto MONOR or Mapping of NonOrdinary Reality), un programma diretto personalmente da Harner e rivolto a delineare la struttura dei mondi non ordinari, che emerge dai racconti degli sciamani indigeni e dalle testimonianze dei moderni praticanti. Connesso a queste ricerche, è un vastissimo archivio, chiamato The Shamanic Knowledge Conservatory, che raccoglie libri e articoli specialistici, ricerche etnografiche in parte promosse dalla Foundation, artefatti sciamanici e testimonianze di esperienze personali fornite dagli studenti. La Foundation pubblica annualmente una rivista, Shamanism, molto ricca in documentazione sulle ricerche attualmente in corso in varie parti del mondo.
La Foundation, che dal 1994 ha sede centrale in California (Marin County), è presente con i suoi programmi di core shamanism anche in Europa, Sud America, Asia e Australia. Per scelta di Harner, l'insegnamento è fondato sulla trasmissione diretta di conoscenze e pratiche più che sulle pubblicazioni, in accordo con la tradizione orale caratteristica dello sciamanismo indigeno. Il materiale di tipo strettamente didattico pubblicato da Harner si limita a un primer per medici e a un recente articolo sui sogni. Pur avendo lasciato la presidenza della Foundation nel luglio del 2013, Michael Harner continua a seguirne le attività come suo Fondatore. Il suo ultimo libro, Cave and Cosmos. Shamanic Encounters with Another Reality, è uscito negli Stati Uniti il 9 aprile 2013 (North Atlantic Books, California). L'edizione italiana, La Caverna e il Cosmo: Incontri Sciamanici con un'Altra Realtà, è uscita nel marzo del 2014 con le Edizioni Crisalide (Spigno Saturnia, LT).